# Charles Margai

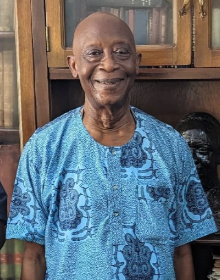
Charles Margai (2023)

Charles Francis Kondo Margai (* 19. August 1945 in Bonthe) ist ein sierra-leonischer Jurist, Politiker sowie Gründer und Vorsitzender des Peoples Movement for Democratic Change. Er war vom 16. April bis 11. Juni 2018 Justizminister und Attorney General seines Landes.
Margai stammt aus einer Politikerfamilie. Er ist Neffe des ersten Premierministers des Landes, Milton Margai. Sein Vater Albert Margai war zweiter Premierminister. Wie sein Vater und Onkel war Margai Mitglied der Sierra Leone People’s Party, ehe er diese 1996 verließ. 1998 kehrte er zur SLPP zurück und hatte in den Folgejahren zahlreiche Ministerämter unter Staatspräsident Ahmad Tejan Kabbah inne.
2005 gründete er schlussendlich seine eigene Partei. Margai trat 2007 mit 13,9 Prozent der Stimmen, 2012 mit 1,3 Prozent und 2018 mit 0,4 Prozent aller Stimmen als Präsidentschaftskandidat an.